# Synasellus mateusi
Synasellus mateusi is een pissebed uit de familie Asellidae. De wetenschappelijke naam van de soort is voor het eerst geldig gepubliceerd in 1954 door Braga.